# Hideaway (America)
Hideaway è il sesto album in studio del gruppo musicale statunitense America, pubblicato nel 1976.

## Tracce
1. Lovely Night (Gerry Beckley) – 2:32
2. Amber Cascades (Dewey Bunnell) – 2:50
3. Don't Let It Get You Down (Bunnell) – 2:58
4. Can't You See (Dan Peek) – 2:22
5. Watership Down (Beckley) – 4:58
6. She's Beside You (Peek) – 2:59
7. Hideaway Part I (Bunnell) – 1:30
8. She's a Liar (Beckley) – 3:28
9. Letter (Bunnell) – 3:05
10. Today's the Day (Peek) – 3:15
11. Jet Boy Blue (Dan Peek/Catherine Peek) – 3:21
12. Who Loves You (Beckley) – 4:33
13. Hideaway Part II (Bunnell) – 2:03